# Woodlawn (Illinois)
Pour les articles homonymes, voir Woodlawn.

Woodlawn est un village du comté de Jefferson, dans l'Illinois, aux États-Unis. Il est incorporé le 10 mai 1879. Lors du recensement de 2010, le village comptait une population de 698 habitants.